# Estação Place-des-Arts
A Estação Place-des-Arts é uma das estações do Metrô de Montreal, situada em Montreal, entre a Estação McGill e a Estação Saint-Laurent. Faz parte da Linha Verde.
Foi inaugurada em 14 de outubro de 1966. Localiza-se no cruzamento da Rua de Bleury com a Rua Ontario. Atende o distrito de Ville-Marie.

## Origem do nome
O nome da estação identifica o Centro Cultural da cidade Place des Arts.

## Ruas próximas
- rue Jeanne-Mance
- rue de Bleury
- rue Ontario
- boulevard de Maisonneuve
- rue Jeanne-Mance

## Pontos de interesse
- Acesso aos subterrâneos de Montreal
- «Complexe Desjardins»
- «Le Directeur de l'état civil»
- «Gouvernement du Canada»
- «Hôtel Hyatt Regency Montréal»
- «Hydro-Québec»
- «Musée d'art contemporain»
- «Place des Arts»
- «Régie de l'assurance maladie du Québec»
- «Université du Québec à Montréal»
- Pavillon Président-Kennedy
- Pavillon Chimie et biochimie
- Pavillon Arts IV
- Pavillon Sherbrooke
- Église du Gesù
- Cinéma Imperial